# Giovanni Battista Vergerio
Giovanni Battista Vergerio (falecido em 1548) foi um prelado católico romano que serviu como bispo de Pula (1497–1531).

## Biografia
No dia 5 de janeiro de 1532, Giovanni Battista Vergerio foi nomeado pelo Papa Clemente VII como Bispo de Pula. Serviu como Bispo de Pula até à sua morte em 1548.
Enquanto bispo, foi o consagrador principal de Pietro Paolo Vergerio, Bispo de Modruš.